# Mihail Pascaly
Mihail Pascaly (Bucarest, 1830-Bucarest, 1882) fue un actor y director teatral rumano.

## Biografía
Nacido en 1830 o 1831 en Bucarest, después de terminar la escuela secundaria comenzó a actuar en los escenarios de los teatros de su ciudad natal y luego marchó a París, donde habría tenido como profesores a Bouffé, Samson y Bocage. De regreso a Rumanía asumió la dirección del Teatro Nacional y lo dirigió hasta 1877, cuando se formó la Societatea Dramatică, de la que fue aceptado como miembro.
Dsempeñó los papeles más importantes en el repertorio del Teatro Nacional, especialmente en Idiotul, Hamlet, Ştrengarul de Paris, Sermanul Jack y en comedias de Victorien Sardou, que tradujo parcialmente. Falleció en su ciudad natal en 1882, el día 30 de septiembre.